# Żółtoziemy
Żółtoziemy – gleby wykształcone w strefie klimatu równikowego, bogate w składniki mineralne jednak przy uprawie szybko ulegają wyjałowieniu.
Żółtoziemy, gleby powstające w warunkach gorącego, wilgotnego klimatu (roczne sumy opadów w granicach 1000–2500 mm), na obszarach pokrytych wilgotnymi i suchymi lasami podrównikowymi. Panująca w tych warunkach wzmożona aktywność biologiczna powoduje, że dostarczana na powierzchnię gleby materia organiczna ulega szybkiemu rozkładowi, który nie sprzyja tworzeniu się miąższego poziomu próchnicznego.
Żółtoziemy charakteryzują się wysoką zawartością jonów wodoru i związanym z tym kwaśnym odczynem (pH 4,0-5,5), a także dużą zawartością związków żelaza i glinu. Występują w kompleksach z czerwonoziemami, od których różnią się mniejszymi wahaniami wilgotności. Mimo niewielkiej zasobności w składniki pokarmowe odpowiednie zabiegi agrotechniczne (nawożenie) umożliwiają uprawę ryżu, herbaty, drzew cytrusowych i innych roślin.
Żółtoziemy zajmują duże przestrzenie na obszarach Australii, Azji, Ameryki Południowej i południowo-wschodniej części Ameryki Północnej.
Jest to gleba strefowa.